# Scandic Wallin
Scandic Wallin, tidigare Scandic Norra Bantorget, är ett hotell beläget på Wallingatan 15, i närheten av Norra Bantorget i Stockholm. Hotellet har nio våningar och 246 rum.
Hotellet inryms i det byggnadskomplex som uppfördes av Folkets hus 1956–61, vilket ritades av Stockholms tidigare Stadsbyggnadsdirektör, Sven Markelius.
Hotellet tillhör den svenska hotellkedjan Scandic Hotels sedan 2007.